# クラウディオ・アラウ
クラウディオ・アラウ・レオン（Claudio Arrau León 1903年2月6日 - 1991年6月9日）は、南米チリ出身でアメリカ合衆国を中心に活動したピアニスト。20世紀を代表するピアノの巨匠として知られた。

## 経歴
チリの首都サンティアゴ・デ・チレから400km南にある都市チリャンの名門の家系に、眼科医のカルロス・アラウ(Carlos Arrau)とアマチュア・ピアニストのルクレシア・レオン(Lucrecia León)の息子として生まれた。父方の祖先はフランスのプロヴァンスの出で、本来の苗字はArrault（アロ）だったが、中世にバルセロナへ移住したとき語尾の-ltを省いて現在の苗字になった。
早くから神童として知られ、5歳で最初のリサイタルを持った。1911年にサンティアゴでデビューし、同年チリ政府の援助によってドイツに留学。ベルリンのシュテルン音楽院で、リストの高弟であるマルティン・クラウゼに師事（同門にエトヴィン・フィッシャーがいる）。
ベルリンでのデビューは1914年。大成功を収め、以後ニキシュ、メンゲルベルク、フルトヴェングラーらの大指揮者と共演。ヨーロッパでの名声を確立する。
1925年には母校シュテルン音楽院の教授に就任。1927年にはジュネーブ国際ピアノコンクールに1位入賞。1935年からはベルリンでバッハとモーツァルトの全クラヴィーア曲の連続演奏会を開く。
またベートーヴェンやウェーバー、シューベルトのピアノソナタ連続演奏会をヨーロッパや南米各地で行い、その名声を不動のものとした。
1941年、カーネギー・ホールにデビューし、翌年より本拠をアメリカに移す。第二次大戦後は南北アメリカ、東西ヨーロッパ、アジアなど世界的に活躍（日本には1965年初来日）。最晩年までコンサート・録音を精力的に行い、文字通り「巨匠」の名にふさわしい活躍をみせた。
1991年、欧州演奏旅行中にミュルツツーシュラークで客死。

## 代表的な録音
- ベートーヴェン: ピアノソナタ全集
  1. 1962〜66年
  2. 1984～89年（未完、「月光」ソナタと「ハンマークラヴィーア」ソナタが録音されなかった）
- ベートーヴェン: ピアノ協奏曲全集
  1. 1955〜58年（ガリエラ指揮)
  2. 1964年（ハイティンク指揮)
  3. 1984〜87年（コリン・デイヴィス指揮）
- ブラームス: ピアノ協奏曲集
  1. 1960〜1962年（ジュリーニ指揮）
  2. 1969年（ハイティンク指揮)
- ショパン：ピアノと管弦楽のための作品全集（1970～72年、インバル指揮）
- ショパン: ピアノ作品集（1973〜84年）
- モーツァルト：ピアノソナタ全集（1973～1987年）
- リスト: 超絶技巧練習曲第3稿全集（1976年）

ベートーヴェン、シューマンなどのドイツ系の作曲家の作品を得意とするピアニストとして世界的に有名だが、リストやショパンの演奏にも独自の境地を見せている。大柄で渋めの演奏が特徴で、抑制の効いた大人の世界は「噛めば噛むほど味が出る」と評される。リストの超絶技巧練習曲第3稿の録音は、一般的には模範演奏のようだと評される程評価が高い（その第５曲「鬼火」では、その終わりのフレーズの「謎」を見事に解き明かしている）。

## 作品
アラウが遺した音源は数多くあるが、各作曲家の演奏作品集を主に記載する。
- Claudio Arrau Edition クラウディオ・アラウの遺産(Philips) - 1991年
  - Beethoven(ベートーヴェン作品集) - 11枚組
  - Brahms(ブラームス作品集) - 3枚組
  - Chopin(ショパン作品集) - 6枚組
  - Debussy(ドビュッシー作品集) - 2枚組
  - Liszt(リスト作品集) - 5枚組
  - Mozart(モーツァルト作品集) - 7枚組
  - Schubert(シューベルト作品集) - 3枚組
  - Schumann(シューマン作品集) - 7枚組

多くの音源を遺し、同年に他界したアラウを偲んだ「遺産」として製作された作品集。

これまで個別にリリースされた各作曲家の演奏作品をひとつのパッケージにまとめ、ボックス型ケースに収めている。そのため、音源が多数残されているベートーヴェンの作品集では、1パッケージあたり11枚ものCDが収納されている。

ジャケットにはCLAUDIO ARRAU・ピアノ鍵盤に模した区切り線・作曲者の順に表記されており、右上には郵便物の消印を模した"ARRAU EDITION"と書かれた文字のデザインが表記されている。ジャケットの左側及び右側にアラウの写真が配置されており、バックには楽譜の見開きがデザインされている。

なお、原盤製作はドイツのフィリップス(クラシック)であり、日本では1994年に日本フォノグラムから発売された。
- Arrau Heritage(Philips) - 2003年
  - Bach(バッハ作品集) - 3枚組
  - Beethoven(ベートーヴェン作品集) - 11枚組
  - Brahms(ブラームス作品集) - 4枚組
  - Chopin(ショパン作品集) - 8枚組
  - Debussy(ドビュッシー作品集) - 3枚組
  - Liszt(リスト作品集) - 6枚組
  - Mozart(モーツァルト作品集) - 7枚組
  - Schubert(シューベルト作品集) - 6枚組
  - Schumann(シューマン作品集) - 7枚組

1991年にリリースされた作品集「クラウディオ・アラウの遺産」を中心に編集されており、前作品集に収録されていなかった音源などを網羅している。
なお、原盤製作はフランスのフィリップス(クラシック)である。
- Birth Of A Legend 米コロムビア録音集1946-1950(United Archives) - 2006年
  - Disc.1 ベートーヴェン：ピアノ・ソナタ第21番『ワルトシュタイン』ハ長調 op.53 / ピアノ・ソナタ第26番『告別』変ホ長調 op.81a / シューベルト：アレグレット ハ短調 D.915
  - Disc.2 ショパン：24の前奏曲 op.28 / シューマン：クライスレリアーナ op.16 / アラベスク ハ長調 op.18
  - Disc.3 ドビュッシー：ピアノのために / 版画 / 映像第1集・第2集
  - Disc.4 ラヴェル：夜のガスパール / アルベニス：『イベリア』第1巻・第2巻

RCAレコードとの契約を終了し、コロムビア・レコードへ移籍した際に録音された音源を収録した作品集。今作でCD初収録となった貴重な音源も収録されている。

## 著作
- 『アラウとの対話』ジョーゼフ・ホロヴィッツと共著、野水瑞穂訳、みすず書房、1986年、新版2003年